# 阿塞博法
阿塞博法是1923年11月義大利王國通過的選舉法案，該法規定得票最多的政黨只需取得選舉中超過 25% 的選票，即可獲國會三分之二的議席。依照本法舉行了1924年義大利大選。阿塞博法通過的目的，是為了便於墨索里尼的國家法西斯黨延續長期執政。